# Jettböle
Koordinaten: 60° 8′ 31″ N, 19° 57′ 58″ O
Jettböle in Jomala ist ein zweiphasiger Wohnplatz auf den finnischen Åland-Inseln, der in der Endphase von der Grübchenkeramischen Kultur (2500–2000 v. Chr.) besiedelt wurde. Der Platz liegt an der Südküste der Hauptinsel, im nordöstlichen Randgebiet der Hauptstadt Mariehamn.

Åland-Inseln

- Jettböle I (Jäger und Sammler der östlichen Gruppe) mit spitzbodigen Gefäßen, horizontaler Verzierung (Gruben und Kammstich) etwa gleichzeitig mit dem Säter III-Stil
- Jettböle II (Schnurkeramiker der westlichen Gruppe) mit flachbodigen, kammstempelverzierten Gefäßen ohne Gruben, die ungefähr dem Säter IV-Stil entsprechen.

Die Besiedlung der Åland-Inseln ist aufgrund archäologischer Ausgrabungen gut dokumentiert. Die ersten Menschen haben sich um 4000 v. Chr. auf dem Archipel niedergelassen. Ihre Wohnplätze wurden vor allem in der Nähe von Langbergsöda (Gemeinde Saltvik) freigelegt. Die Funde deuten darauf hin, dass sie aus dem Osten kamen (Jettbölle I).
Genetische Analysen von 2015 legen jedoch nahe, dass sie aus dem Westen kamen. Ihre Vorfahren sind unter den Jägern und Sammlern der Suomusjärvi Kultur (zwischen dem 9. und 6. Jahrtausend), der Komsa-Kultur, der Forsa Kultur und Bromme-Kultur bzw. der noch weitaus früheren kontinentalen Ahrensburger Kultur bzw. Hamburger Kultur (13.700–12.200 v. Chr.) zu suchen. Der Eindruck einer Besiedlung von Osten entstand wohl durch eine lokale entgegen der Ausbreitung gerichtete Siedlungsbewegung von Jägern und Sammlern. Sie lebten vom Fischfang und von der Jagd auf Ringelrobben und Seevögel.
Um 2500 v. Chr. wurden sie durch Siedler abgelöst, die aus Südschweden kamen (Jettbölle II) und eine Durchdringung der mesolithischen Ertebölle-Kultur mit der nördlichen Gruppe der Trichterbecherkultur (TBK) darstellten, die über Dänemark und Südschweden Åland erreichte.
Wie ihre Vorgänger siedelten auch sie in Küstennähe, doch liegen ihre Wohnplätze aufgrund der Landhebung heute 30 bis 35 m über dem Meeresspiegel. Diese Neuankömmlinge betrieben ebenfalls Jagd und Fischfang.
Funde feinmaschiger Netze und die Fischabfälle von Kabeljau (Gadus morhua) und Hering (Clupea harengus) stammen von Ajvide, auf Gotland, Schweden und Jettböle. Eine bescheidene Tierhaltung (Rinder, Schafe/Ziegen und Schweine) und möglicherweise der Anbau von Gerste zeigen den Einfluss der neolithischen Nachbarn. Funde von Erdöfen, Herden und Feuerstellen vervollständigen das Bild.
Wie vergleichbare Fundplätze der Grübchenkeramiker zeigt auch die Jettböle-Funde rituellen Charakters: Etwa 60 tönerne Idole stellen wahrscheinlich Götter und Göttinnen (Männer und Frauen) dar. Formale Entsprechungen von anderen Orten sind weder aus der finnischen kammkeramischen Kultur, die auch anthropomorphe Idole kennt, noch aus östlicheren Kulturen bekannt.
Es ergeben sich bestenfalls Parallelen der Kopfformen dieser Idole zu den späteren hölzernen Anthropomorphen Pfahlgöttern, deren erster Fund an der belarussisch-russischen Grenze auf rund 11.000 Jahre datiert wurde und die insbesondere aus den Mooren von Nordeuropa und Südskandinavien geborgen wurden. Auch die aus Elfenbein gefertigten Vogelherd-Figuren zeigen gewisse Ansätze, die denen von Jettböle gleichen. Auch die Tonbearbeitung ist bereits vor der Einwanderung von anatolischen Bauern im Osten des europäischen Kontinents belegt.
Obwohl sich also Jettbölle deutlich unterscheidet, gibt es durchaus Formen in Ost- und Mitteleuropa, die einige Jahrtausende früher gefertigt wurden. Das deutet auf uralte Traditionen hin die hier besonders lange gepflegt wurden. Im Zusammenhang mit den Grabfunden wird auch die Kannibalismusfrage diskutiert und auch da zeigen sich Parallelen zum rund 7000 Jahre alten Fundort in pfälzischen Herxheim.
Eine Studie unter Berücksichtigung menschlicher Überreste, der DNA und der Keramikverzierungen untersucht die räumlichen Verbindungen und Deponierungsmuster der Fundkategorien. Der Charakter und Bedeutung des Fundplatzes erwiesen sich dabei als komplexer, als angenommen. Ähnlich kompliziert gestalten sich auch die DNA-Untersuchungen, da die Siedler aus Jettbölle I und Jettbölle II insgesamt recht nahe verwandt waren.
Diskutiert wird inzwischen die Theorie eines sehr viel späteren Sprachwechsels der saamischen Urgruppe zur heutigen saamischen Sprache, der durch die Einwanderung von Rentierzüchtern mit finno-ugrischer Sprache ausgelöst wurde. Die Einwanderung von Schnurkeramikern legt nahe, das Jettböle II bereits indogermanisiert war.

## Film
- Kannibalen – Im Herzen Europas? Dokumentation von Jeanine Isabel Butler, National Geographic (Großbritannien, 2011, 51 Min)